# Peter Brown (Schauspieler, 1986)
Peter Brown (* 3. August 1986 in Fredericton, New Brunswick) ist ein kanadischer Schauspieler, Reality-TV-Teilnehmer und Fernsehmoderator. Als Webvideoproduzent tritt er unter dem Pseudonym Parker Jakobowhitz in Erscheinung.

## Leben
Brown wurde am 3. August 1986 in Fredericton geboren. 2006 erfuhr er, dass er über einer früheren Beziehung seines Vaters einen 19 Jahre älteren Bruder hat. Er machte seinen Abschluss an der University of New Brunswick und der Vancouver Film School. 2010 begann er mit einem eigenen YouTube-Kanal als Webvideoproduzent, ehe er ab 2012 bis einschließlich 2014 für BroadbandTV arbeitete.
2011 gab Brown sein Fernsehschauspieldebüt in der Fernsehserie Hellcats und war ab dort in mehreren Film- und Fernsehserienproduktionen in verschiedenen Rollen zu sehen. Im selben Jahr erfuhr er durch das Format Gillette Drafted erste Erfahrungen mit dem Reality-TV. 2013 nahm er an dem Format Big Brother Canada mit und belegte den sechsten Platz. Zwischen 2013 und 2014 wirkte er in der Fernsehsendung The Morning Show als Co-Moderator mit. 2014 war er erneut im Format Big Brother Canada als Moderator zu sehen.
2015 stellte er die größere Rolle des Casey Harris im Katastrophenfernsehfilm Asteroid – Zerstörung aus dem All dar. 2019 war er Teilnehmer in der Fernseh-Gameshow Let’s Make a Deal. Seit 2025 spielt er in der Fernsehserie Under the Influence mit.
Er arbeitet im Management des Elite Canadian Champion Wrestling.

## Filmografie (Auswahl)
- 2011: Hellcats (Fernsehserie, 2 Episoden)
- 2011: 17th Precinct (Fernsehfilm)
- 2012: Eureka – Die geheime Stadt (Eureka, Fernsehserie, 9 Episoden)
- 2012: Gregs Tagebuch 3 – Ich war’s nicht! (Diary of a Wimpy Kid: Dog Days)
- 2012: Possession – Das Dunkle in dir (The Possession)
- 2012: The Company You Keep – Die Akte Grant (The Company You Keep)
- 2013: Assault on Wall Street
- 2013: Delete – Das Cyber-Armageddon (Delete, Fernsehfilm)
- 2015: Asteroid – Zerstörung aus dem All (Meteor Assault, Fernsehfilm)
- 2015: Parallels – Reise in neue Welten
- 2015–2019: The Flash (Fernsehserie, 12 Episoden, verschiedene Rollen)
- 2016: Center Stage: On Pointe (Fernsehfilm)
- 2016: Dead Rising: Endgame
- 2016: Mein Weihnachtstraum (My Christmas Dream, Fernsehfilm)
- 2016: The Edge of Seventeen – Das Jahr der Entscheidung (The Edge of Seventeen)
- 2017: Death Note
- 2017: Max – Agent auf vier Pfoten (Max 2: White House Hero)
- 2017: Crash Pad
- 2017: Rememory
- 2017: Saban’s Power Rangers (Power Rangers)
- 2017: 1922
- 2017–2021: The Good Doctor (Fernsehserie, 25 Episoden)
- 2017–2022: Riverdale (Fernsehserie, 4 Episoden, verschiedene Rollen)
- 2018: Miracle Season – Ihr größter Sieg (The Miracle Season)
- 2018–2020: Charmed (Fernsehserie, 10 Episoden)
- 2019: Ghosting – Mein Weihnachtsgeist (Ghosting: The Spirit of Christmas, Fernsehfilm)
- 2019: Hipsterverse (Fernsehserie, 7 Episoden)
- 2020–2021: Zoey’s Extraordinary Playlist (Fernsehserie, 16 Episoden)
- 2022: Fresh
- seit 2025: Under the Influence (Fernsehserie)